# Cimeira de Reiquiavique

Reagan e Gorbachev em Höfði

A cimeira de Reiquiavique, Encontro de cúpula de Reykjavík, ou Conferência de Reykjavík, ou simplesmente Cúpula de Reykjavík foi uma reunião de entre o presidente dos EUA Ronald Reagan e o secretário-geral do Partido Comunista da União Soviética, Mikhail Gorbachev, realizada em Reykjavík, Islândia, de 11 a 12 de outubro de 1986. As negociações fracassaram no último minuto, mas o progresso alcançado acabou resultando no Tratado de Forças Nucleares de Alcance Intermediário de 1987 entre os Estados Unidos e a União Soviética.

## Negociações

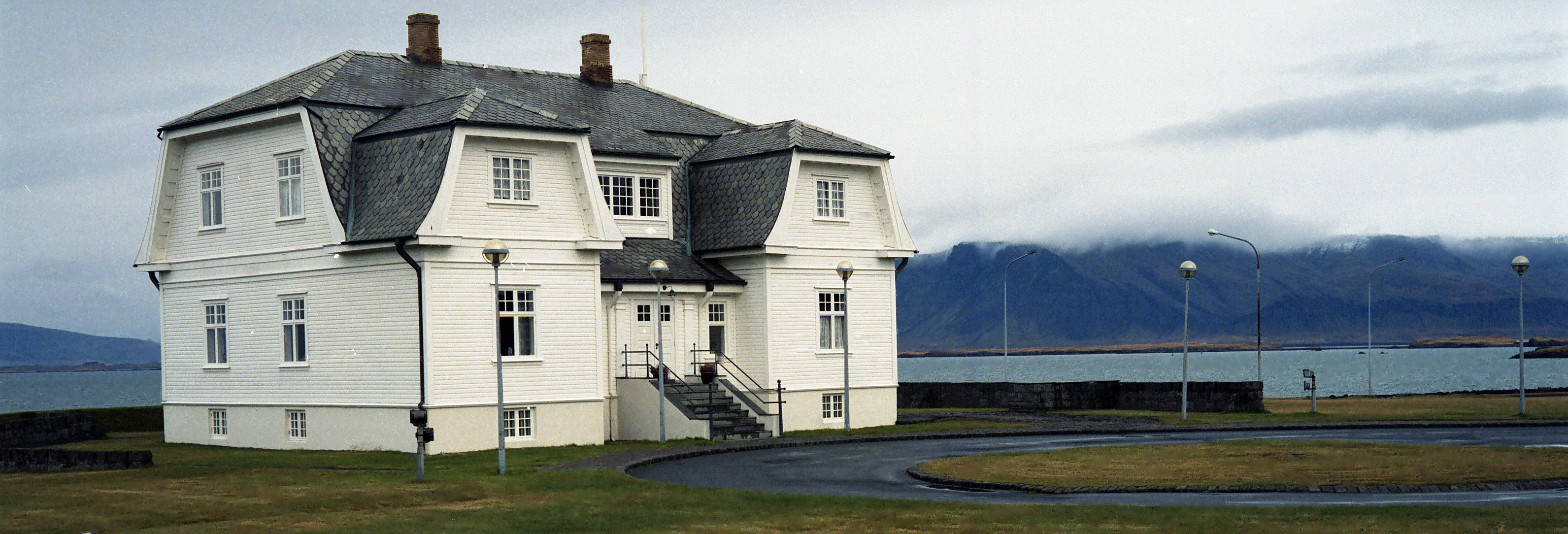
O ex-consulado francês, chamado Höfði, foi o local da Cúpula de Reykjavík em 1986.

Desde 1986, Gorbachev propôs banir todos os mísseis balísticos, mas Reagan queria continuar as pesquisas sobre a Strategic Defense Initiative (SDI), que envolvia a militarização do espaço sideral. No entanto, as suspeitas soviéticas sobre a SDI continuaram e as relações EUA-Soviética foram tensas.
Em Reykjavík, Reagan procurou incluir a discussão dos direitos humanos, a emigração de judeus e dissidentes soviéticos e a invasão soviética do Afeganistão. Gorbachev procurou limitar as negociações apenas ao controle de armas. Os soviéticos acataram a proposta "duplo zero" para eliminar as armas INF da Europa, conforme proposto inicialmente pelo presidente Reagan em novembro de 1981 (INF denotando "Forças Nucleares de Alcance Intermediário" como distinto dos ICBMs, ou mísseis balísticos intercontinentais). Os soviéticos também propuseram eliminar 50% de todas as armas estratégicas, incluindo ICBMs, e concordou em não incluir armas britânicas ou francesas na contagem. Tudo isso foi proposto em troca de um compromisso americano não para implementar defesas estratégicas para os próximos anos dez, de acordo com SALT I.

Negociações.

Os americanos responderam com uma proposta para eliminar todos os mísseis balísticos em dez anos, mas exigiram o direito de implantar defesas estratégicas contra as ameaças remanescentes posteriormente. Gorbachev então sugeriu eliminar todas as armas nucleares dentro de uma década. Gorbachev, no entanto, citando o desejo de fortalecer o Tratado sobre Mísseis Antibalísticos (Tratado ABM), acrescentou a condição de que qualquer pesquisa de IDE seja confinada a laboratórios pelo período de dez anos em questão. Reagan argumentou que sua proposta de pesquisa de SDI era permitida por qualquer interpretação razoável do tratado ABM e que ele não podia esquecer a promessa que fez aos americanos de investigar se a SDI era viável. Ele também prometeu compartilhar a tecnologia SDI, uma promessa que Gorbachev disse duvidar que seria cumprida, já que os americanos nem mesmo compartilhariam a tecnologia de perfuração de petróleo.
Alguns, incluindo o funcionário de Reagan, Jack F. Matlock Jr., atribuem a recusa de Reagan em ceder nos testes de SDI a uma crença equivocada de que as restrições propostas seriam prejudiciais ao programa, ao passo que, na realidade, afirma Matlock, elas teriam pouco efeito na pesquisa que ainda estava em seus estágios iniciais.
As negociações finalmente pararam, o presidente Reagan perguntando se o secretário-geral Gorbachev "recusaria uma oportunidade histórica por causa de uma única palavra", referindo-se à sua insistência em testes de laboratório. Gorbachev afirmou que era uma questão de princípio e a cúpula foi concluída.

## Resultado
Apesar de estar inesperadamente perto da potencial eliminação de todas as armas nucleares, a reunião foi encerrada sem acordo; no entanto, ambos os lados descobriram a extensão das concessões que o outro lado estava disposto a fazer. Os direitos humanos tornaram-se um assunto de discussão produtiva pela primeira vez. Um acordo de Gorbachev para inspeções no local, uma demanda americana contínua que não havia sido alcançada no Tratado de Proibição Parcial de Testes de 1963 ou nos pactos ABM e SALT I de 1972, constituiu um avanço significativo.
Apesar de seu aparente fracasso, participantes e observadores referiram-se à cúpula como um enorme avanço que acabou facilitando o Tratado INF (Tratado de Forças Nucleares de Alcance Intermediário ), assinado na Cúpula de Washington em 8 de dezembro de 1987.